# Michaił Aloszyn
Michaił Pietrowicz Aloszyn (ros. Михаил Петрович Алёшин, ur. 22 maja 1987 w Moskwie) – rosyjski kierowca wyścigowy.

## Kariera

### Formuła Renault
Rosjanin karierę rozpoczął w roku 1996, od startów w kartingu. W 2001 roku zadebiutował w wyścigach samochodów jednomiejscowych. W rosyjskich mistrzostwach, w roku 2002, został sklasyfikowany na 4. miejscu.
Rok później podpisał kontrakt z ekipą JD Motorsport, na starty w europejskiej oraz niemieckiej Formule Renault. W ciągu ośmiu wyścigów nie zdobył jednak żadnych punktów w europejskim cyklu. W niemieckiej serii z kolei zajął 12. pozycję. W roku 2004 związał się z ekipą Lukoil Team Racing. Już w pierwszym podejściu sięgnął po tytuł mistrzowski we Włoskiej Formule Renault. Poza tym kontynuował również starty w europejskich i niemieckich mistrzostwach. Ostatecznie zmagania w nich zakończył odpowiednio na 17. i 5. miejscu. Sezon 2005 był ostatnim w dwulitrowych pojazdach francuskiej marki Renault. Startując w niemieckiej serii sięgnął po tytuł wicemistrzowski. Oprócz tego wystąpił w dziesięciu wyścigach europejskiego cyklu. Zdobył jednak zaledwie trzy punkty, które dały mu dopiero 30. lokatę.
W październiku tego samego roku Michaił wystąpił w jednej rundzie nowo utworzonej serii A1 Grand Prix, w narodowych barwach Rosji. W obu wyścigach dojechał jednak dopiero na 15. i 17. miejscu.

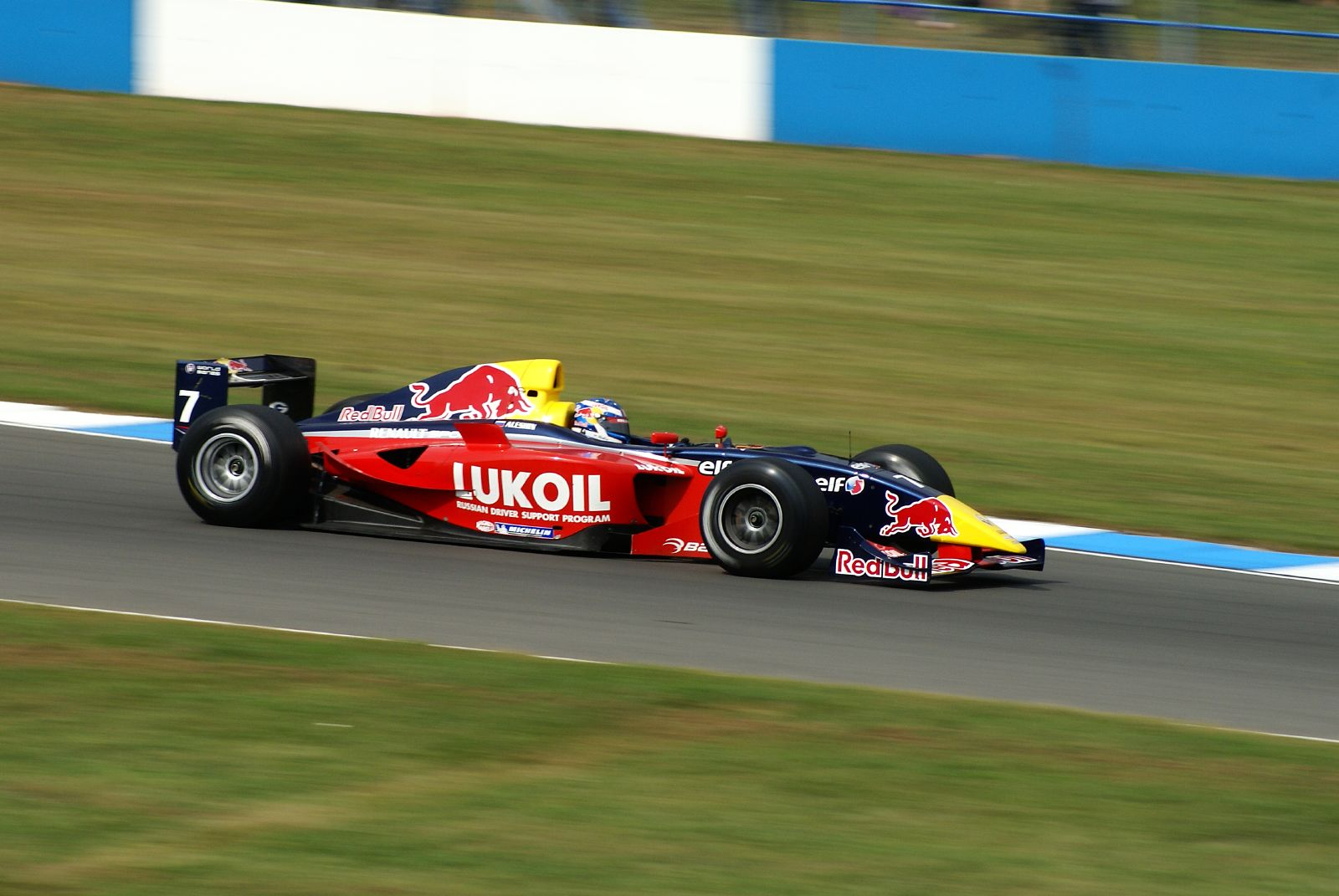
Michaił Aloszyn podczas wyścigu na torze Donington Park, w WSbR, w 2007 roku

### Formuła Renault 3.5 i Formuła 2
W 2006 roku Aloszyn zadebiutował w Formule Renault 3.5, w brytyjskiej stajni Carlin Motorsport. W ciągu siedemnastu wyścigów Rosjanin siedmiokrotnie dojechał na punktowanej pozycji, z czego dwukrotnie stanął na podium (raz zdobył pole position, na niemieckim torze Nürburgring). Ostatecznie zmagania ukończył na 11. pozycji.
Sezon 2007 rozpoczął od zdobycia pole position i wygrania wyścigu. Pomimo tego, w kolejnych wyścigach Michaił tylko sześć razy zdobył punkty, ani razu przy tym nie stając na podium. Dorobek punktowy pozwolił mu na zajęcie 12. miejsca w końcowej klasyfikacji. Oprócz regularnych startów w Formule Renault 3.5, Rosjanin wziął udział również w dwóch rundach (na torze w Barcelonie zastępował Niemca Michaela Ammermüllera, natomiast w Walencji Szwajcara Sébastiena Buemi) bezpośredniego przedsionka Formuły 1 – serii GP2. We francuskiej stajni ART Grand Prix, tylko raz zdobył punkty, zajmując 6. miejsce w pierwszym wyścigu katalońskiej eliminacji. Trzy punkty zagwarantowały Michaiłowi 25. pozycję w klasyfikacji generalnej.
W trzecim roku startów w Formule Renault 3.5, Aloszyn punktował w jedenastu z siedemnastu wyścigów, dojeżdżając trzykrotnie w pierwszej trójce. Znacznie bardziej udany sezon zakończył na przyzwoitej 5. lokacie.
W sezonie 2009 Rosjanin postanowił zaangażować się w reaktywowaną Formułę 2, w której każdy z kierowców posiada identyczny samochód. Jego sponsorami byli francuska firma paliwowa Lukoil oraz austriacki producent napojów energetyzujących – Red Bull. Aloszyn w ciągu szesnastu wyścigów tylko pięć razy nie zdobył punktów, stając przy tym tyle samo razy na podium. Najlepiej spisał się podczas niemieckich zawodów na torze Oschersleben, kiedy to zwyciężył, uprzednio zdobywając pierwsze pole startowe. Ostatecznie rywalizację ukończył na bardzo wysokiej 3. pozycji.
W 2010 roku Rosjanin powrócił do Formuły Renault 3.5, również do brytyjskiego Carlina. Michaił dzięki równej i konsekwentnej jeździe wreszcie sięgnął po tytuł mistrzowski, w czwartym roku startów w tej serii. Mistrzostwo zapewnił sobie jednak dopiero w ostatnim wyścigu. Mając identyczny dorobek punktowy, co Australijczyk Daniel Ricciardo, wygrał z nim bezpośrednią rywalizację, dojeżdżając na trzeciej pozycji (Ricciardo na czwartej) i ostatecznie to on został mistrzem. Podczas siedemnastu wyścigów Rosjanin ośmiokrotnie stanął na podium, z czego trzykrotnie na najwyższym stopniu. W maju Aloszyn, również z brytyjską ekipą, wystąpił w jednej rundzie serii GP3. Na technicznym obiekcie Istanbul Park, Rosjanin nie spisał się jednak najlepiej, będąc dalekim od zdobycia punktów.

## Statystyki
| Sezon   | Seria                                  | Zespół                                | Wyścigi | Zwycięstwa | PP | NO | Podium | Punkty | Pozycja |
| ------- | -------------------------------------- | ------------------------------------- | ------- | ---------- | -- | -- | ------ | ------ | ------- |
| 2002    | Rosyjska Formuła 3                     | Lukoil Racing F3                      | 4       | 0          | 0  | ?  | 1      | 40     | 4       |
| 2003    | Formula Renault 2000 Germany           | JD Motorsport                         | 14      | 0          | 0  | 0  | 0      | 99     | 12      |
| 2003    | Niemiecka Formuła Renault              | JD Motorsport                         | 8       | 0          | 0  | 0  | 0      | 0      | NS      |
| 2004    | Niemiecka Formuła Renault              | Lukoil Racing Team                    | 14      | 0          | 2  | 1  | 3      | 185    | 5       |
| 2004    | Europejski Puchar Formuły Renault 2000 | Lukoil Racing Team                    | 16      | 0          | 0  | 0  | 0      | 26     | 17      |
| 2004    | Włoska Formuła Renault                 |                                       |         |            |    |    |        |        | 1       |
| 2005    | Europejski Puchar Formuły Renault 2.0  | Lukoil Racing Team                    | 10      | 0          | 0  | 0  | 0      | 3      | 30      |
| 2005    | Niemiecka Formuła Renault              | Lukoil Racing Team                    | 16      | 1          | 1  | 1  | 7      | 274    | 2       |
| 2005–06 | A1 Grand Prix                          | A1 Team Russia                        | 2       | 0          | 0  | 0  | 0      | 0      | 25      |
| 2006    | Formuła Renault 3.5                    | Carlin Motorsport                     | 17      | 0          | 1  | 0  | 2      | 41     | 11      |
| 2007    | Formuła Renault 3.5                    | Carlin Motorsport                     | 16      | 1          | 1  | 0  | 1      | 44     | 13      |
| 2007    | Seria GP2                              | ART Grand Prix                        | 4       | 0          | 0  | 0  | 0      | 3      | 25      |
| 2008    | Formuła Renault 3.5                    | Carlin Motorsport                     | 17      | 0          | 0  | 0  | 3      | 73     | 5       |
| 2009    | Formuła 2                              | Motorsport Vision                     | 16      | 1          | 1  | 0  | 5      | 59     | 3       |
| 2010    | Formuła Renault 3.5                    | Carlin                                | 17      | 3          | 1  | 2  | 8      | 138    | 1       |
| 2010    | Seria GP3                              | Carlin                                | 2       | 0          | 0  | 0  | 0      | 0      | NS      |
| 2010    | Niemiecka Formuła 3 – Trofeum          | Stromos ArtLine                       | 2       | 2          | 2  | 2  | 2      | N/A    | NS†     |
| 2011    | Seria GP2                              | Carlin                                | 8       | 0          | 0  | 0  | 0      | 0      | 32      |
| 2011    | Azjatycka Seria GP2                    | Carlin                                | 4       | 0          | 0  | 0  | 0      | 0      | 27      |
| 2011    | Niemiecka Formuła 3                    | Stromos ArtLine                       | 8       | 0          | 0  | 0  | 0      | 3      | 18      |
| 2011    | Niemiecka Formuła 3 – Trofeum          | Stromos ArtLine                       | 8       | 7          | 8  | 8  | 7      | 70     | 3       |
| 2011    | Superleague Formula                    | Rosja                                 | 3       | 0          | 0  | 0  | 1      | 56     | 12      |
| 2011    | Formuła Renault 3.5                    | KMP Racing                            | 2       | 0          | 0  | 0  | 0      | 4      | 28      |
| 2012    | Formuła Renault 3.5                    | Team RFR                              | 17      | 0          | 1  | 1  | 1      | 46     | 13      |
| 2013    | Formuła Renault 3.5                    | Tech 1 Racing                         | 17      | 0          | 0  | 0  | 0      | 33     | 12      |
| 2014    | United SportsCar Championship – GTD    | SMP/ESM Racing                        | 1       | 0          | 0  | 0  | 0      | 29     | 62      |
| 2014    | Verizon IndyCar Series                 | Schmidt Peterson Hamilton Motorsports | 17      | 0          | 0  | 0  | 1      | 372    | 16      |

## Wyniki w GP2
| Legenda oznaczeń w tabelach wyników Wyświetl szablon na nowej stronie | Legenda oznaczeń w tabelach wyników Wyświetl szablon na nowej stronie                                                                     |
| Oznaczenie                                                            | Wyjaśnienie |
| --------------------------------------------------------------------- | --- |
| Złoty                                                                 | Zwycięzca lub mistrzostwo |
| Srebrny                                                               | 2. miejsce lub wicemistrzostwo |
| Brązowy                                                               | 3. miejsce lub II wicemistrzostwo |
| Zielony                                                               | Ukończył, punktował (w klasyfikacji generalnej, gdy zdobył co najmniej jeden punkt na przestrzeni sezonu, poza trzema powyższymi opcjami) |
| Niebieski                                                             | Ukończył, nie punktował (w klasyfikacji generalnej, gdy nie zdobył co najmniej jednego punktu na przestrzeni sezonu)                      |
| Czerwony                                                              | Nie zakwalifikował się (NZ) |
| Czerwony                                                              | Nie prekwalifikował się (NPK) |
| Różowy                                                                | Nie ukończył (NU) |
| Różowy                                                                | Niesklasyfikowany (NS) (w klasyfikacji generalnej, gdy nie został sklasyfikowany w żadnym wyścigu sezonu)                                 |
| Czarny                                                                | Zdyskwalifikowany (DK) |
| Czarny                                                                | Wykluczony (WYK/EX) |
| Biały                                                                 | Nie wystartował (NW) |
| Biały                                                                 | Kontuzjowany (K/INJ) |
| Biały                                                                 | Wyścig odwołany (OD/C) |
| Bez koloru                                                            | Został wycofany (WYC/WD) |
| Bez koloru                                                            | Nie przybył (NP/DNA) |
| Bez koloru                                                            | Nie brał udziału w treningach (NT/DNP) |
| Bez koloru                                                            | Nie został zgłoszony (–) |
| Pogrubienie                                                           | Start z pole position |
| Kursywa                                                               | Najszybsze okrążenie wyścigu |
| †                                                                     | Nie ukończył, ale jego rezultat został zaliczony ze względu na przejechanie więcej niż 90% dystansu wyścigu.                              |
| *                                                                     | Sezon w trakcie |
| 1/2/3                                                                 | Punktowana pozycja w sprincie kwalifikacyjnym                                                                                             |
| Lista systemów punktacji Formuły 1                                    | |

| Rok  | Zespół         | Wyniki w poszczególnych eliminacjach | Wyniki w poszczególnych eliminacjach | Wyniki w poszczególnych eliminacjach | Wyniki w poszczególnych eliminacjach | Wyniki w poszczególnych eliminacjach | Wyniki w poszczególnych eliminacjach | Wyniki w poszczególnych eliminacjach | Wyniki w poszczególnych eliminacjach | Wyniki w poszczególnych eliminacjach | Wyniki w poszczególnych eliminacjach | Wyniki w poszczególnych eliminacjach | Wyniki w poszczególnych eliminacjach | Wyniki w poszczególnych eliminacjach | Wyniki w poszczególnych eliminacjach | Wyniki w poszczególnych eliminacjach | Wyniki w poszczególnych eliminacjach | Wyniki w poszczególnych eliminacjach | Wyniki w poszczególnych eliminacjach | Wyniki w poszczególnych eliminacjach | Wyniki w poszczególnych eliminacjach | Wyniki w poszczególnych eliminacjach | Punkty | Pozycja |
| ---- | -------------- | ------------------------------------ | ------------------------------------ | ------------------------------------ | ------------------------------------ | ------------------------------------ | ------------------------------------ | ------------------------------------ | ------------------------------------ | ------------------------------------ | ------------------------------------ | ------------------------------------ | ------------------------------------ | ------------------------------------ | ------------------------------------ | ------------------------------------ | ------------------------------------ | ------------------------------------ | ------------------------------------ | ------------------------------------ | ------------------------------------ | ------------------------------------ | ------ | ------- |
| 2007 | ART Grand Prix | BHR                                  | BHR                                  | ESP                                  | ESP                                  | MON                                  | FRA                                  | FRA                                  | GBR                                  | GBR                                  | DEU                                  | DEU                                  | HUN                                  | HUN                                  | TUR                                  | TUR                                  | ITA                                  | ITA                                  | BEL                                  | BEL                                  | VAL                                  | VAL                                  | 3      | 25      |
| 2007 | ART Grand Prix | –                                    | –                                    | 6                                    | NU                                   | –                                    | –                                    | –                                    | –                                    | –                                    | –                                    | –                                    | –                                    | –                                    | –                                    | –                                    | –                                    | –                                    | –                                    | –                                    | 9                                    | 20                                   | 3      | 25      |
| 2011 | Carlin         | TUR                                  | TUR                                  | ESP                                  | ESP                                  | MON                                  | MON                                  | VAL                                  | VAL                                  | GBR                                  | GBR                                  | DEU                                  | DEU                                  | HUN                                  | HUN                                  | BEL                                  | BEL                                  | ITA                                  | ITA                                  |                                      |                                      |                                      | 0      | 32      |
| 2011 | Carlin         | NW                                   | NW                                   | 16                                   | 18                                   | –                                    | –                                    | –                                    | –                                    | –                                    | –                                    | –                                    | –                                    | 15                                   | 16                                   | NU                                   | NU                                   | -                                    | -                                    |                                      |                                      |                                      | 0      | 32      |

## Wyniki w Azjatyckiej Serii GP2
| Legenda oznaczeń w tabelach wyników Wyświetl szablon na nowej stronie | Legenda oznaczeń w tabelach wyników Wyświetl szablon na nowej stronie                                                                     |
| Oznaczenie                                                            | Wyjaśnienie |
| --------------------------------------------------------------------- | --- |
| Złoty                                                                 | Zwycięzca lub mistrzostwo |
| Srebrny                                                               | 2. miejsce lub wicemistrzostwo |
| Brązowy                                                               | 3. miejsce lub II wicemistrzostwo |
| Zielony                                                               | Ukończył, punktował (w klasyfikacji generalnej, gdy zdobył co najmniej jeden punkt na przestrzeni sezonu, poza trzema powyższymi opcjami) |
| Niebieski                                                             | Ukończył, nie punktował (w klasyfikacji generalnej, gdy nie zdobył co najmniej jednego punktu na przestrzeni sezonu)                      |
| Czerwony                                                              | Nie zakwalifikował się (NZ) |
| Czerwony                                                              | Nie prekwalifikował się (NPK) |
| Różowy                                                                | Nie ukończył (NU) |
| Różowy                                                                | Niesklasyfikowany (NS) (w klasyfikacji generalnej, gdy nie został sklasyfikowany w żadnym wyścigu sezonu)                                 |
| Czarny                                                                | Zdyskwalifikowany (DK) |
| Czarny                                                                | Wykluczony (WYK/EX) |
| Biały                                                                 | Nie wystartował (NW) |
| Biały                                                                 | Kontuzjowany (K/INJ) |
| Biały                                                                 | Wyścig odwołany (OD/C) |
| Bez koloru                                                            | Został wycofany (WYC/WD) |
| Bez koloru                                                            | Nie przybył (NP/DNA) |
| Bez koloru                                                            | Nie brał udziału w treningach (NT/DNP) |
| Bez koloru                                                            | Nie został zgłoszony (–) |
| Pogrubienie                                                           | Start z pole position |
| Kursywa                                                               | Najszybsze okrążenie wyścigu |
| †                                                                     | Nie ukończył, ale jego rezultat został zaliczony ze względu na przejechanie więcej niż 90% dystansu wyścigu.                              |
| *                                                                     | Sezon w trakcie |
| 1/2/3                                                                 | Punktowana pozycja w sprincie kwalifikacyjnym                                                                                             |
| Lista systemów punktacji Formuły 1                                    | |

| Rok  | Zespół | Wyniki w eliminacjach | Wyniki w eliminacjach | Wyniki w eliminacjach | Wyniki w eliminacjach | Punkty | Pozycja |
| ---- | ------ | --------------------- | --------------------- | --------------------- | --------------------- | ------ | ------- |
| 2011 | Carlin | ARE                   | ARE                   | ITA                   | ITA                   | 0      | 27      |
| 2011 | Carlin | NU                    | 24†                   | 19                    | 20†                   | 0      | 27      |

## Wyniki w GP3
| Legenda oznaczeń w tabelach wyników Wyświetl szablon na nowej stronie | Legenda oznaczeń w tabelach wyników Wyświetl szablon na nowej stronie                                                                     |
| Oznaczenie                                                            | Wyjaśnienie |
| --------------------------------------------------------------------- | --- |
| Złoty                                                                 | Zwycięzca lub mistrzostwo |
| Srebrny                                                               | 2. miejsce lub wicemistrzostwo |
| Brązowy                                                               | 3. miejsce lub II wicemistrzostwo |
| Zielony                                                               | Ukończył, punktował (w klasyfikacji generalnej, gdy zdobył co najmniej jeden punkt na przestrzeni sezonu, poza trzema powyższymi opcjami) |
| Niebieski                                                             | Ukończył, nie punktował (w klasyfikacji generalnej, gdy nie zdobył co najmniej jednego punktu na przestrzeni sezonu)                      |
| Czerwony                                                              | Nie zakwalifikował się (NZ) |
| Czerwony                                                              | Nie prekwalifikował się (NPK) |
| Różowy                                                                | Nie ukończył (NU) |
| Różowy                                                                | Niesklasyfikowany (NS) (w klasyfikacji generalnej, gdy nie został sklasyfikowany w żadnym wyścigu sezonu)                                 |
| Czarny                                                                | Zdyskwalifikowany (DK) |
| Czarny                                                                | Wykluczony (WYK/EX) |
| Biały                                                                 | Nie wystartował (NW) |
| Biały                                                                 | Kontuzjowany (K/INJ) |
| Biały                                                                 | Wyścig odwołany (OD/C) |
| Bez koloru                                                            | Został wycofany (WYC/WD) |
| Bez koloru                                                            | Nie przybył (NP/DNA) |
| Bez koloru                                                            | Nie brał udziału w treningach (NT/DNP) |
| Bez koloru                                                            | Nie został zgłoszony (–) |
| Pogrubienie                                                           | Start z pole position |
| Kursywa                                                               | Najszybsze okrążenie wyścigu |
| †                                                                     | Nie ukończył, ale jego rezultat został zaliczony ze względu na przejechanie więcej niż 90% dystansu wyścigu.                              |
| *                                                                     | Sezon w trakcie |
| 1/2/3                                                                 | Punktowana pozycja w sprincie kwalifikacyjnym                                                                                             |
| Lista systemów punktacji Formuły 1                                    | |

| Rok  | Zespół | Wyniki w poszczególnych eliminacjach | Wyniki w poszczególnych eliminacjach | Wyniki w poszczególnych eliminacjach | Wyniki w poszczególnych eliminacjach | Wyniki w poszczególnych eliminacjach | Wyniki w poszczególnych eliminacjach | Wyniki w poszczególnych eliminacjach | Wyniki w poszczególnych eliminacjach | Wyniki w poszczególnych eliminacjach | Wyniki w poszczególnych eliminacjach | Wyniki w poszczególnych eliminacjach | Wyniki w poszczególnych eliminacjach | Wyniki w poszczególnych eliminacjach | Wyniki w poszczególnych eliminacjach | Wyniki w poszczególnych eliminacjach | Wyniki w poszczególnych eliminacjach | Punkty | Pozycja |
| ---- | ------ | ------------------------------------ | ------------------------------------ | ------------------------------------ | ------------------------------------ | ------------------------------------ | ------------------------------------ | ------------------------------------ | ------------------------------------ | ------------------------------------ | ------------------------------------ | ------------------------------------ | ------------------------------------ | ------------------------------------ | ------------------------------------ | ------------------------------------ | ------------------------------------ | ------ | ------- |
| 2010 | Carlin | ESP                                  | ESP                                  | TUR                                  | TUR                                  | VAL                                  | VAL                                  | GBR                                  | GBR                                  | DEU                                  | DEU                                  | HUN                                  | HUN                                  | BEL                                  | BEL                                  | ITA                                  | ITA                                  | 0      | 37      |
| 2010 | Carlin | –                                    | –                                    | NU                                   | 22                                   | –                                    | –                                    | –                                    | –                                    | –                                    | –                                    | –                                    | –                                    | –                                    | –                                    | –                                    | –                                    | 0      | 37      |

## Wyniki w Formule Renault 3.5
| Legenda oznaczeń w tabelach wyników Wyświetl szablon na nowej stronie | Legenda oznaczeń w tabelach wyników Wyświetl szablon na nowej stronie                                                                     |
| Oznaczenie                                                            | Wyjaśnienie |
| --------------------------------------------------------------------- | --- |
| Złoty                                                                 | Zwycięzca lub mistrzostwo |
| Srebrny                                                               | 2. miejsce lub wicemistrzostwo |
| Brązowy                                                               | 3. miejsce lub II wicemistrzostwo |
| Zielony                                                               | Ukończył, punktował (w klasyfikacji generalnej, gdy zdobył co najmniej jeden punkt na przestrzeni sezonu, poza trzema powyższymi opcjami) |
| Niebieski                                                             | Ukończył, nie punktował (w klasyfikacji generalnej, gdy nie zdobył co najmniej jednego punktu na przestrzeni sezonu)                      |
| Czerwony                                                              | Nie zakwalifikował się (NZ) |
| Czerwony                                                              | Nie prekwalifikował się (NPK) |
| Różowy                                                                | Nie ukończył (NU) |
| Różowy                                                                | Niesklasyfikowany (NS) (w klasyfikacji generalnej, gdy nie został sklasyfikowany w żadnym wyścigu sezonu)                                 |
| Czarny                                                                | Zdyskwalifikowany (DK) |
| Czarny                                                                | Wykluczony (WYK/EX) |
| Biały                                                                 | Nie wystartował (NW) |
| Biały                                                                 | Kontuzjowany (K/INJ) |
| Biały                                                                 | Wyścig odwołany (OD/C) |
| Bez koloru                                                            | Został wycofany (WYC/WD) |
| Bez koloru                                                            | Nie przybył (NP/DNA) |
| Bez koloru                                                            | Nie brał udziału w treningach (NT/DNP) |
| Bez koloru                                                            | Nie został zgłoszony (–) |
| Pogrubienie                                                           | Start z pole position |
| Kursywa                                                               | Najszybsze okrążenie wyścigu |
| †                                                                     | Nie ukończył, ale jego rezultat został zaliczony ze względu na przejechanie więcej niż 90% dystansu wyścigu.                              |
| *                                                                     | Sezon w trakcie |
| 1/2/3                                                                 | Punktowana pozycja w sprincie kwalifikacyjnym                                                                                             |
| Lista systemów punktacji Formuły 1                                    | |

| Rok  | Zespół            | Wyniki w poszczególnych eliminacjach | Wyniki w poszczególnych eliminacjach | Wyniki w poszczególnych eliminacjach | Wyniki w poszczególnych eliminacjach | Wyniki w poszczególnych eliminacjach | Wyniki w poszczególnych eliminacjach | Wyniki w poszczególnych eliminacjach | Wyniki w poszczególnych eliminacjach | Wyniki w poszczególnych eliminacjach | Wyniki w poszczególnych eliminacjach | Wyniki w poszczególnych eliminacjach | Wyniki w poszczególnych eliminacjach | Wyniki w poszczególnych eliminacjach | Wyniki w poszczególnych eliminacjach | Wyniki w poszczególnych eliminacjach | Wyniki w poszczególnych eliminacjach | Wyniki w poszczególnych eliminacjach | Punkty | Pozycja |
| ---- | ----------------- | ------------------------------------ | ------------------------------------ | ------------------------------------ | ------------------------------------ | ------------------------------------ | ------------------------------------ | ------------------------------------ | ------------------------------------ | ------------------------------------ | ------------------------------------ | ------------------------------------ | ------------------------------------ | ------------------------------------ | ------------------------------------ | ------------------------------------ | ------------------------------------ | ------------------------------------ | ------ | ------- |
| 2006 | Carlin Motorsport | ZOL                                  | ZOL                                  | MON                                  | TUR                                  | TUR                                  | ITA                                  | ITA                                  | SFR                                  | SFR                                  | DEU                                  | DEU                                  | GBR                                  | GBR                                  | FRA                                  | FRA                                  | ESP                                  | ESP                                  | 41     | 12      |
| 2006 | Carlin Motorsport | 13                                   | NU                                   | 15                                   | 23                                   | 2                                    | 7                                    | 16                                   | NU                                   | 6                                    | 3                                    | 21                                   | 7                                    | 9                                    | 19                                   | NU                                   | 8                                    | 13                                   | 41     | 12      |
| 2007 | Carlin Motorsport | ITA                                  | ITA                                  | DEU                                  | DEU                                  | MON                                  | HUN                                  | HUN                                  | BEL                                  | BEL                                  | GBR                                  | GBR                                  | FRA                                  | FRA                                  | PRT                                  | PRT                                  | ESP                                  | ESP                                  | 44     | 12      |
| 2007 | Carlin Motorsport | 1                                    | 19†                                  | NU                                   | 15                                   | 7                                    | 9                                    | 20                                   | NU                                   | 7                                    | 9                                    | NU                                   | NU                                   | 10                                   | NU                                   | 14                                   | 5                                    | 13                                   | 44     | 12      |
| 2008 | Carlin Motorsport | ITA                                  | ITA                                  | BEL                                  | BEL                                  | MON                                  | GBR                                  | GBR                                  | HUN                                  | HUN                                  | DEU                                  | DEU                                  | FRA                                  | FRA                                  | PRT                                  | PRT                                  | ESP                                  | ESP                                  | 73     | 5       |
| 2008 | Carlin Motorsport | 5                                    | 5                                    | 5                                    | 3                                    | 6                                    | NU                                   | 18                                   | 9                                    | 15                                   | 3                                    | NW                                   | 6                                    | 4                                    | 9                                    | 23                                   | 2                                    | 14                                   | 73     | 5       |
| 2010 | Carlin            | ARA                                  | ARA                                  | BEL                                  | BEL                                  | MON                                  | CZE                                  | CZE                                  | FRA                                  | FRA                                  | HUN                                  | HUN                                  | DEU                                  | DEU                                  | GBR                                  | GBR                                  | CAT                                  | CAT                                  | 138    | 1       |
| 2010 | Carlin            | 1                                    | 11                                   | 1                                    | 4                                    | 2                                    | NU                                   | 9                                    | 1                                    | 4                                    | 2                                    | 3                                    | 5                                    | 4                                    | 6                                    | 11                                   | 2                                    | 3                                    | 138    | 1       |
| 2011 | KMP Racing        | ARA                                  | ARA                                  | BEL                                  | BEL                                  | ITA                                  | ITA                                  | MON                                  | DEU                                  | DEU                                  | HUN                                  | HUN                                  | GBR                                  | GBR                                  | FRA                                  | FRA                                  | CAT                                  | CAT                                  | 4      | 28      |
| 2011 | KMP Racing        | –                                    | –                                    | –                                    | –                                    | –                                    | –                                    | –                                    | –                                    | –                                    | 11                                   | 8                                    | –                                    | –                                    | –                                    | –                                    | –                                    | –                                    | 4      | 28      |
| 2012 | Team RFR          | ARA                                  | ARA                                  | MON                                  | BEL                                  | BEL                                  | DEU                                  | DEU                                  | RUS                                  | RUS                                  | GBR                                  | GBR                                  | HUN                                  | HUN                                  | FRA                                  | FRA                                  | CAT                                  | CAT                                  | 46     | 13      |
| 2012 | Team RFR          | NU                                   | 11                                   | 8                                    | 4                                    | NU                                   | 13                                   | 6                                    | 14                                   | 9                                    | 11                                   | 17                                   | NU                                   | 19                                   | 12                                   | 17                                   | 9                                    | 2                                    | 46     | 13      |
| 2013 | Tech 1 Racing     | ITA                                  | ITA                                  | ARA                                  | ARA                                  | MON                                  | BEL                                  | BEL                                  | RUS                                  | RUS                                  | AUT                                  | AUT                                  | HUN                                  | HUN                                  | FRA                                  | FRA                                  | CAT                                  | CAT                                  | 33     | 12      |
| 2013 | Tech 1 Racing     | 15                                   | 14                                   | 10                                   | 11                                   | 8                                    | 14                                   | NU                                   | 16                                   | 5                                    | NU                                   | 18                                   | 5                                    | 13                                   | 17                                   | 6                                    | NU                                   | 14                                   | 33     | 12      |